# Kamenica, Dimitrovgrad
Kamenica (izvirno srbsko Каменица) je naselje v Srbiji, ki upravno spada pod Občino Dimitrovgrad; slednja pa je del Pirotskega upravnega okraja.

## Demografija
V naselju živi 30 polnoletnih prebivalcev, pri čemer je njihova povprečna starost 67,0 let (63,5 pri moških in 70,9 pri ženskah). Naselje ima 18 gospodinjstev, pri čemer je povprečno število članov na gospodinjstvo 1,67.
Prebivalstvo je večinoma nehomogeno, a v času zadnjih treh popisov je opazno zmanjšanje števila prebivalcev.
|  |

| Demografija | Demografija     | Demografija     |
| Leto        | Št. prebivalcev | Št. prebivalcev |
| ----------- | --------------- | --------------- |
|             |                 |                 |
|             |                 |                 |
|             |                 |                 |
|             |                 |                 |
| 1948        | 365             |                 |
| 1953        | 346             |                 |
| 1961        | 263             |                 |
| 1971        | 182             |                 |
| 1981        | 98              |                 |
| 1991        | 61              | 61              |
| 2002        | 30              | 30              |
|             |                 |                 |

| Etnična sestava po popisu iz leta 2002 | Etnična sestava po popisu iz leta 2002 | Etnična sestava po popisu iz leta 2002 | Etnična sestava po popisu iz leta 2002 | Etnična sestava po popisu iz leta 2002 |
| -------------------------------------- | -------------------------------------- | -------------------------------------- | -------------------------------------- | -------------------------------------- |
| Srbi                                   | Srbi                                   |                                        | 14                                     | 46,66%                                 |
| Bolgari                                | Bolgari                                |                                        | 12                                     | 40,0%                                  |
| Jugoslovani                            | Jugoslovani                            |                                        | 2                                      | 6,66%                                  |
| Romi                                   | Romi                                   |                                        | 1                                      | 3,33%                                  |
| Neznano                                | Neznano                                |                                        | 0                                      | 0,0%                                   |